# Malāmatīya
Die Malāmatīya ist eine vermutlich im 8. Jahrhundert n. Chr. in Nischapur entstandene, mystisch-islamische Bewegung, deren Gründung Hamdun al-Kassar zugeschrieben wird. Gekennzeichnet ist diese Bewegung vor allem durch ihre Ablehnung von Riyā' (Zurschaustellung gottesdienstlicher Handlungen), dem Kampf gegen das eigene Nafs und die Eigenschaft, durch die Vollbringung guter Taten eben diese zu befriedigen. Ähnliche Bestrebungen sind jedoch weitaus älter als der Islam selbst und können bis zum frühen Christentum in Syrien (betreffend der Ablehnung der Zurschaustellung der Frömmigkeit) sowie auf den Kynismus und des 3. und 4. vorchristlichen Jahrhunderts zurückgeführt werden. Diese Traditionen wurden teilweise später von Naqshbandiyya-Orden übernommen. Die meisten muslimischen Autoren, die Werke zu dieser Bewegung verfasst haben, sind sich darüber einig, dass deren Lehren nicht dem Islam selbst entspringen. Ursache für die Ablehnung der Malāmatīya dürfte auch das gezielt provokante und abstoßende Auftreten derer Mitglieder gewesen sein, welches als Zeichen der „Heiligkeit“ angesehen wurde, ebenso wie im Orden der Qalandarīyya, dessen Praktiken sich jedoch ansonsten von denen der Malāmatīya signifikant unterscheiden.

## Weitere Praktiken
Von anderen Sufi-Orden unterscheidet sich die Malāmatīya durch das Praktizieren von leisem Dhikr sowie die geistige Isolierung von der Umwelt, obwohl noch am alltäglichen Leben teilgenommen wurde. Insbesondere der Naqschbandīya-Orden hat diese Praktiken übernommen und absorbiert. In einem seiner Werke definiert der persische Mystiker Suhravardī  einen wahren Sufi dadurch, dass dieser den Mittelweg zwischen dem Verbergen des Zustandes (Malāmatīya) und der bedingungslosen Hingabe (Qalandarīyya) suche.

## Entstehung
Der Orden der Malāmatīya, dessen Hauptfigur der bereits genannte Hamdun al-Kassar war, entstand ca. im 9. Jahrhundert im Iran als Gegenbewegung zur Zurschaustellung der Frömmigkeit durch andere Sufi-Orden und der damit einhergehenden Gefahr der Heuchlerei zu verfallen, er blieb im Übrigen  – zumindest in seiner ursprünglichen Form, auf dieses Gebiet beschränkt. Die Anhänger, die al-Kassar um sich sammelte, waren der festen Überzeugung, dass gottesdienstliche Handlungen eine Angelegenheit zwischen Gott und dem Menschen sei; das Bestreben, die Zufriedenheit Gottes oder die Zufriedenheit der Menschen zu erzielen stünden in diametralem Widerspruch. Die Beschäftigung mit sich selbst ging so weit, dass sogar grundlegende Prinzipien wie Das Gebieten des Rechten und Verbieten des Verwerflichen auf Eis gelegt wurden. Spätere Sufis lehnten das von der Malāmatīya etablierte Prinzip der al-nafs al-lawwdma (vorwurfsvollen Seele) ab, da dies impliziere, dass das menschliche Begehren im Widerspruch zur von Gott gegebenen Natur stünde.